# 4003 Schumann
A 4003 Schumann (ideiglenes jelöléssel 1964 ED) egy kisbolygó a Naprendszerben. Freimut Börngen fedezte fel 1964. március 8-án.